# Kosuke Kimura
Kosuke Kimura (Kobe, 14 de maio de 1984) é um futebolista japonês que atua como lateral. Atualmente está sem clube.